# Castillo Monumento Colomares
Castillo Monumento Colomares är ett slott i Spanien.   Det ligger i provinsen Provincia de Málaga och regionen Andalusien, i den södra delen av landet, 400 km söder om huvudstaden Madrid. Castillo Monumento Colomares ligger 182 meter över havet.
Terrängen runt Castillo Monumento Colomares är varierad. Havet är nära Castillo Monumento Colomares åt sydost. Närmaste större samhälle är Málaga, 19,8 km nordost om Castillo Monumento Colomares. 